# Perche (poisson)
Pour les articles homonymes, voir Perche.
Taxons concernés
- Voir texte.modifier

Comme souvent chez les poissons, le nom vernaculaire de perche est utilisé en français pour de nombreuses espèces différentes. Ce terme est issu du latin perca emprunté au grec ancien πέρκη / pérkē.
En Europe, la plus connue est la perche commune (Perca fluviatilis) appelée aussi perche européenne.

## Caractéristiques de la perche, ce poisson agressif
Possédant un corps relativement haut et latéralement comprimé, elle affiche fréquemment un dos en bosse (également appelé bossu). Sa peau rugueuse est due à ses petites écailles cténoïdes, aux bords dentelés. Ces écailles recouvrent la totalité de son corps, à l'exception de sa tête courte arborant un museau obtus. Les yeux, bien développés, confèrent à la perche une vision remarquable. Elle présente deux nageoires dorsales, similaires au sandre, qui sont hautes et rapprochées. 
La première nageoire est plus large et plus longue que la seconde, composée de rayons épineux, tandis que la deuxième est constituée de rayons mous. Sa teinte, allant du gris foncé au verdâtre sur le dos, lui a valu son nom, dérivant du mot grec "perkanos" qui évoquait la couleur sombre des figues. La robe de la perche arbore entre six et neuf rayures verticales foncées, son ventre étant plus clair, et une tache sombre est perceptible sur le bord arrière de la première nageoire dorsale épineuse. Les nageoires pelviennes, anale et le lobe inférieur de la caudale revêtent des teintes allant de l'orangé au rouge vif.

## Poissons appelés perches

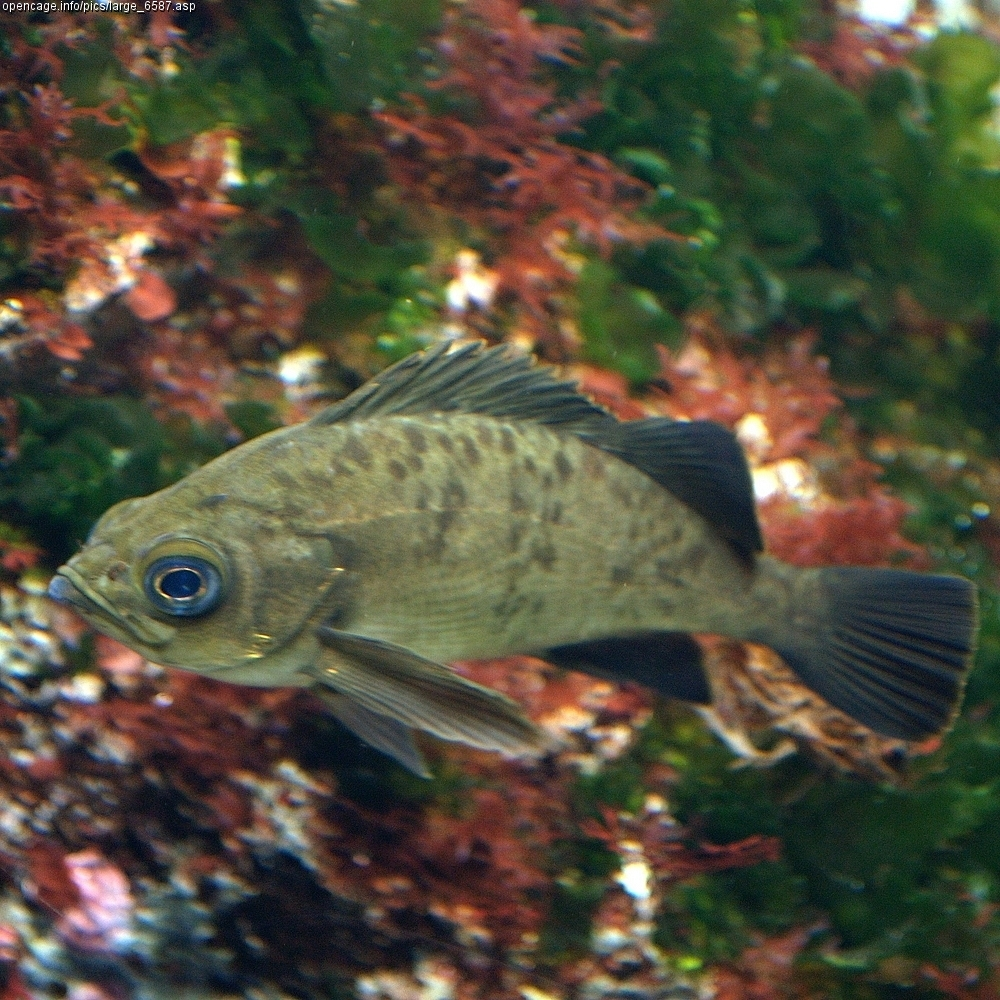
' (Sebastes inermis)

Liste alphabétique de noms vulgaires ou de noms vernaculaires attestés en français.

Note : certaines espèces ont plusieurs noms et figurent donc plusieurs fois dans cette liste. Les classifications évoluant encore, certains noms scientifiques ont peut-être un autre synonyme valide. En gras, les espèces les plus connues des francophones. 
- Grémille ou Perche goujonnière : Gymnocephalus cernuus.
- Perche à gros yeux : Pristipomoides argyrogrammicus.
- Perche à lignes d'or : Gnathodentex aureolineatus.
- Perche à raies bleues : Lutjanus kasmira et Lutjanus quinquelineatus.
- Perche à tache noire : Lutjanus monostigma.
- Perche arc-en-ciel : Lepomis gibbosus.
- Perche ardoise : Aphareus furca.
- Perche argentée  : Lepomis gibbosus, Bidyanus bidyanus et Pomadasys argenteus.
- Perche barramundi : Lates calcarifer.
- Perche blanche et noire : Macolor niger.
- Perche blanche : Morone americana.
- Perche canadienne : Perca flavescens.
- Perche commune : Perca fluviatilis.
- Perche d'Amérique à petite bouche : Micropterus dolomieu.
- Perche d'Amérique : Micropterus salmoides.
- Perche de mer  : Sebastes, Serranus scriba et Dicentrarchus labrax
- Perche de mer bicolore : Pseudanthias evansi.
- Perche de mer pourpre : Pseudanthias tuka.
- Perche d'or : Gnathodentex aureolineatus.
- Perche dorée  : Lepomis gibbosus et Macquaria ambigua.
- Perche du Nil : Lates niloticus, espèce invasive dans de nombreuses régions, et qui fait notamment l'objet d'une exploitation halieutique intensive dans le lac Victoria.
- Perche écarlate : Lutjanus malabaricus.
- Perche européenne : voir Perche commune.
- Perche fleur : Pristipomoides zonatus.
- Perche fluviatile : voir Perche commune.
- Perche goujonnière : voir Grémille.
- Perche grimpeuse  : Anabas scandens, Ctenopoma kingsleyae et Microctenopoma nanum.
- Perche māori : Lutjanus rivulatus.
- Perche noire  : Micropterus dolomieu et Micropterus salmoides.
- Perche pagaie : Lutjanus gibbus.
- Perche peinte : Plectorhinchus picus.
- Perche rouget : Etelis carbunculus.
- Perche soleil : voir Perche arc-en-ciel.
- Perche tricolore : Pterocaesio tile.
- Perche truitée : Micropterus salmoides.
- Perche-brochet : Sander lucioperca.
- Perche bleue : Badis badis